# برنارد كينغ (لاعب كرة سلة مواليد 1981)
برنارد كينغ (بالإنجليزية: Bernard King)‏ مواليد 24 يوليو 1981 في غيبسلاند، هو لاعب كرة سلة أمريكي. بدأ مسيرته الاحترافية في سنة 2003. يلعب مع فريق إس تي بي لو هافر. يحمل الرقم 5. يبلغ طوله 6 قدم 5 بوصة (2.0 م). لعب كرة السلة الجامعية في جامعة تكساس إيه اند إم.

## المسيرة الاحترافية
لعب مع فنربخشة لكرة السلة في الدوري التركي في سنة 2003، ثم لعب مع أسفيل باسكت في الدوري الفرنسي في سنة 2005، ثم لعب مع ستراسبورغ أي جي في سنة 2007، ثم لعب مع نادي فينتسبيلس لكرة السلة في سنة 2009.

## روابط خارجية
- برنارد كينغ على موقع كرة السلة الأوروبية.كوم (الإنجليزية)
- برنارد كينغ على موقع كلية كرة السلة في سبورتس رفرنس.كوم (الإنجليزية)
- برنارد كينغ على موقع ريلجم (الإنجليزية)
- برنارد كينغ على موقع بروبوليرز (الإنجليزية)
- برنارد كينغ على موقع سبورتس رفرنس (الإنجليزية)
- برنارد كينغ على موقع سبورتس رفرنس (الإنجليزية)